# José Javier Hombrados
José Javier Hombrados (Madrid, 7 de abril de 1972) é um handebolista profissional espanhol, bicampeão europeu.